# Семёнов, Геннадий Александрович
Генна́дий Алекса́ндрович Семёнов (1930, Иркутск, СССР — 2004, Иркутск, Россия) — советский и российский художник, пейзажист и портретист. Член Союза художников СССР (1977) и России.

## Биография
Родился 27 сентября 1930 года в Иркутске. С ранних лет много времени проводил за рисованием, вдохновившись своей матерью, занимавшейся художественной вышивкой. В юные годы посещал изобразительную студию в Иркутском Дворце пионеров (ныне Дворец детского и юношеского творчества). Одной из первых работ стало вышитое панно с изображением Иосифа Сталина:
Это был 1944 год. Несмотря на войну, во Дворце пионеров продолжались занятия. Я занимался в изостудии, но мне был интересен и кружок, которым руководила мама. Как ей пришла в голову идея вышить панно с первым секретарем ЦК КПСС, мне неизвестно, но она немедленно привлекла к работе и меня. Девчонки вышивали фон (орден Великой Отечественной войны для одного панно, Спасскую башню Московского Кремля – для другого), а я самого Сталина. Сложнее всего давались голова и руки. Оба изображения вышиты цветными нитками, использовались и шёлк, и мулине.

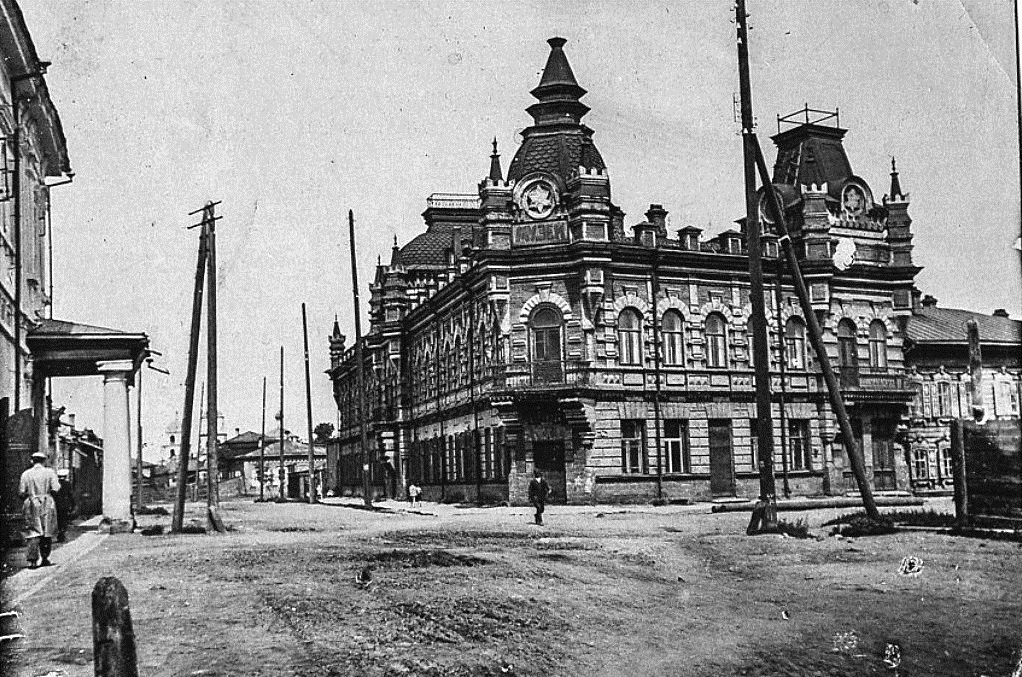
Дом Файнберга, где учился Г. А. Семёнов

В 1947 году поступил в Иркутское художественное училище (Дом Файнберга), где изучал традиции русской художественной школы с её любовью к цвету и интересу к психологии человека в портретной живописи, проучившись там 5 лет. Уроки профессионального мастерства в изобразительном искусстве получил в 1958 году на Академической даче под Вышним Волочком, работая под руководством заслуженного художника РСФСР Владимира Гаврилова. Находясь там в течение полугода, Семёнов воплотил в себе пейзажиста, отдающего предпочтение переходным состояниям природы и изменению времён года. Полученный опыт позволил выбирать мотивы, в которых заключены особенность определённого пейзажа, ощущение вечности мироздания и эмоциональное переживание его самого, как автора. В Иркутск вернулся в 1961 году.
С 1962 по 1972 год работал старшим мастером в художественно-производственных мастерских Иркутска. В 1977 году стал членом Союза художников СССР. В 1980—1983 годах являлся членом правления Иркутской организации Союза художников, а также директором и главным художником Иркутского художественного фонда.
В 1995 году по случаю 65-летия провёл первую персональную выставку в Иркутском художественном музее.
В 1999 году стал лауреатом художественной премии им. Аркадия Вычугжанина за портрет художницы Раисы Бардиной. Члены комиссии подчеркнули, насколько значительным становится мастерство, когда оно посвящено созданию образа красивой, одухотворенной женщины. Размер премии составил 7000 рублей. Об этом он рассказывал так:
Я много общался с Аркадием Ивановичем, был у него в мастерской, наблюдал как он работает — как натягивает холсты, как растирает краски... У каждого мастера могут быть свои секреты, но Аркадий Иванович ничего не таил. Я восхищался им...
В 2003 году прошла вторая персональная выставка. Экспозиция с 50 картинами готовилась около двух лет и была приурочена 70-летию художника. Специально к юбилею он создал автопортрет. Впервые зрители увидели, как он видит себя со стороны. О выставке он сказал следующее:
Это итог, хочется посмотреть, что и в каком качестве сделано, и, конечно, показать людям.
Скончался в 2004 году.

## Творчество
Творческий подъём в основном начался в 1980-х годах. В каждой работе Семёнов стремился добиться необыкновенности образа, приподнятости и большой тонкости. Главными темами его работ были сибирская деревня, её жители, природа и в особенности озеро Байкал.
В основании его пейзажей лежит традиционный метод построения художественного образа, переходящий от натурных впечатлений и вариаций к осмыслению и обобщению возникающего мотива. Содержание неповторимых просторов Сибири он раскрывал в сочетании рациональных и эмоциональных форм композиции, пятен и тонов. В значительной мере писал их для собственного удовольствия.
Для портретов, выставляемых для широкой публики, уделял особое внимание не только внешнему сходству человека, но и передаче его внутреннего состояния, отражая это в мелких деталях интерьера и предметов. Любимыми художниками он называл Василия Сурикова, Исаака Левитана, Валентина Серова и Илью Репина. Авторитетом считал Николая Ромадина и Дмитрия Тегина.

## Избранные работы

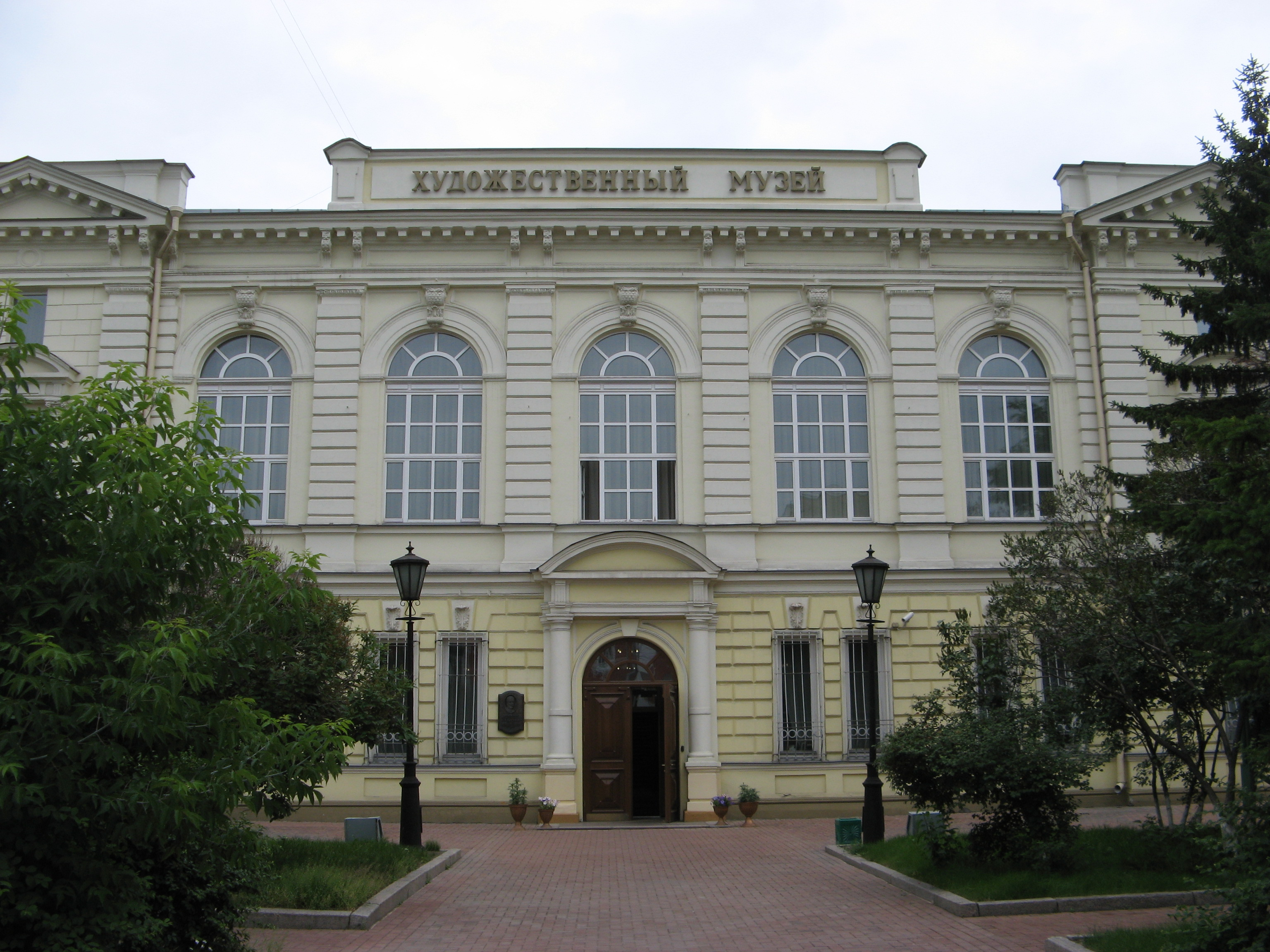
Художественный музей г. Иркутска, где хранится часть работ Г. А. Семёнова

Количество его работ насчитывает не менее 100. В настоящее время они находятся в музеях (Иркутском областном художественном музее, Иркутском краеведческом музее и картинной галерее Усть-Илимска), в собрании Министерства культуры РФ, а также в частных коллекциях в России, Франции, США, Японии, Швеции, Монголии, Китая, Австралии и других странах.
- «Зимний дворик» (1973) — картон, масло; 50×70 см. Занесённый снегом дворик с деревянными постройками, изгородью на первом плане на фоне голубого неба[12].
- «Сумерки в Байкальских горах» (1981) — картон, масло; 87×123 см. Травяные холмы после заката[13].
- «Искусствовед Драница Тамара» (2000) — холст, масло; 100×80 см. Портрет старшего научного сотрудника и искусствоведа Тамары Драницы[14].
- «Портрет Р. Н. Бардиной» (1999) — холст, масло; 101×63,5 см. Портрет российского художника и графика Раисы Бардиной[15].
- «Портрет Ю. А. Круглова» (1970) — холст, масло; 44×34 см. Портрет заслуженного художника России и графика Юрия Круглова[16].
- «На Байкале навигация закончилась» (1980) — холст, масло; 100×120 см. Вдоль нижнего борта на снегу стоят баркасы. Справа вода, три лодки, слева полукругом берег, на противоположной стороне горы. Небо серое[17].
- «Портрет И. А. Бордовской» (2001) — холст, масло; 140,5×88,5 см. Портрет искусствоведа Ирины Бордовской. На фоне двух высоких ваз в восточном стиле её женский портрет. Стоит в светлой кофте и серой юбке, на шее цепочка с кулоном с красным камнем[18].
- «Портрет Г. П. Семёновой» (1973) — холст, масло; 96,5×98 см. Портрет хранителя музея Галины Семёновой. Сидит на простом деревянном стульчике на фоне кувшинов, рядом со столиком[19].
- «Портрет А. Г. Костовского» (2002) — холст, масло; 116×89 см. На темном фоне поколенный портрет иркутского художника Анатолия Костовского в светлом жилете. Его правая рука лежит на ноге, левая на подлокотники кресла[20].
- «Ранний снег. Подсолнухи» (1974) — картон, масло; 90×84 см. Несколько засохших подсолнухов в стеклянной банке на фоне снега[21].
- «Троицын день» (2000) — холст, масло; 94×74,5 см. Поколенный портрет женщины с короткой стрижкой, в цветном платье, на плечах накинутый пестрый платок. Её руки лежат на коленях. На заднем плане интерьер избы: на подоконниках цвет в вазах, в углу иконы, скамья под окном покрыта полосатым покрывалом[22].

## Выставки

«Портрет И. А. Бордовской» (слева) в Иркутском художественном музее, 2019 г.

### Коллективные
Участник региональных и зональных выставок с 1955 года в Читинской области, с 1961-1964 годов в Иркутской области. Также принимал участие в республиканских выставках:
- 1979 — Республиканская выставка «Мы строим БАМ», художественный музей, Улан-Удэ.
- 1980 — VI республиканская художественная выставка «Советская Россия», Центральный выставочный зал «Манеж», Москва.

### Персональные
Всего было проведено две персональные выставки:
- 1995 — «к 65-летию со дня рождения», Иркутский художественный музей, Иркутск.
- 2003 — «к 70-летию со дня рождения», Иркутский художественный музей, Иркутск.

## Награды
- Премия Правительства Иркутской области им. А. И. Вычугжанина (1999) — за портрет Р. Н. Бардиной[6].